# MAP3K7
MAP3K7（mitogen-activated protein kinase kinase kinase 7）またはTAK1（TGF-beta activated kinase 1）は、ヒトではMAP3K7遺伝子にコードされる酵素である。

## シグナル伝達
MAP3K7遺伝子にコードされるMAP3K7タンパク質は、セリン/スレオニンキナーゼファミリーの一員である。このキナーゼはTGF-βやBMPによって誘導されるシグナル伝達を媒介し、転写調節やアポトーシスなどさまざまな細胞機能を制御する。MAP3K7は細胞死の中心的な調節因子であり、細胞内外の多様な刺激によって活性化される。MAP3K7はNF-κB依存的経路だけでなく、酸化ストレスやRIPK1活性依存的経路など、NF-κB非依存的経路も介して細胞生存を調節する。このタンパク質はIL-1に応答し、TRAF6、MAP3K7IP1/TAB1、MAP3K7IP2/TAB2を含むキナーゼ複合体を形成する。この複合体はNF-κBの活性化に必要である。このキナーゼはMAPK8/JNK、MAP2K4/MKK4も活性化し、そのため環境ストレスに対する細胞応答にも関与している。この遺伝子には、異なるアイソフォームをコードする4種類の選択的スプライシングバリアントが報告されている。

## 自己免疫疾患における役割
TAK1は、TNFなど下流のサイトカインの発現を調節することも示されている。このTNF調節機能のため、自己免疫疾患（関節リウマチ、全身性エリテマトーデス、炎症性腸疾患）などTNFを介した疾患や、慢性疼痛やがんなど他のサイトカインを介した疾患に対する治療の新規標的となっている。TAK1選択的な新規阻害剤の創出とともに、TAK1を標的とした治療の可能性の探索が行われている。デューク大学で開発されたTAK1選択的阻害剤であるTakinibは、ヒトの関節リウマチのマウスモデルであるコラーゲン誘導関節炎（CIA）モデルにおいて、関節リウマチ様病理を緩和することが示されている。さらに、TAK1の薬理学的阻害によって炎症性サイトカイン、特にTNFが減少することが示されている。

## 相互作用
MAP3K7は次に挙げる因子と相互作用することが示されている。
- ASK1[11]
- CHUK（英語版）[12][13]
- MAP2K6（英語版）[12][14][15][16]
- TAB1（英語版）[12][14][17][18]
- TAB2（英語版）[17][19][20]
- TAB3（英語版）[15][17]
- SMAD6（英語版）[21][22]
- PPM1B（英語版）[23]
- TRAF6（英語版）[11][12][15][19][20][24][25]

## 関連文献
- Transforming Growth Factors: Advances in Research and Application: 2011 Edition. 1. ScholarlyEditions. (2012). pp. 1–151. ISBN 9781464927331
- The JNK Signaling Pathway (Molecular Biology Intelligence Unit). 1. Landes Bioscience. (2006). pp. 1–97. ISBN 978-1587061202
- NF-kB in Health and Disease. Current Topics in Microbiology and Immunology. 1. Springer Science & Business Media. (2011). pp. 1–268. doi:10.1007/978-3-642-16017-2. ISBN 978-3642160165
- TNF Receptor Associated Factors (TRAFs). 1. Springer Science & Business Media. (2007). pp. 1–206. ISBN 978-0397507597